# كارلايل (دائرة انتخابية في المملكة المتحدة)
كارلايل  (بالإنجليزية: Carlisle)‏ هي إحدى الدوائر الانتخابية في المملكة المتحدة الممثلة في مجلس العموم في برلمان المملكة المتحدة.
عضو البرلمان الذي يمثلها حالياً هو :Mr Eric Martlew (Lab).